# Bruno Frison
Bruno Frison (Cortina d'Ampezzo, 14 maggio 1936 – Cortina d'Ampezzo, 10 agosto 2024) è stato un hockeista su ghiaccio italiano.

## Carriera sportiva

### Nazionale
Nel 1964 partecipò ai IX Giochi olimpici invernali di Innsbruck, in Austria, qualificandosi al 15º posto e primo del girone di consolazione.

### Campionato italiano
Frison militò tutta la carriera nella Sportivi Ghiaccio Cortina, società con cui poi vinse 12 campionati italiani.
Medaglie ai campionati italiani di hockey su ghiaccio:
- Medaglia d'oro: 12 (1957, 1959, 1961, 1962, 1964, 1965, 1966, 1967, 1968, 1970, 1971, 1972)
- Medaglia d'argento: 3 (1958, 1963, 1969)
- Medaglia di bronzo: 1 (1960)